# Ресул Шабани
Ресул Шабани (на албански: Resul Shabani; на македонска литературна норма: Ресул Шабани) е албански поет, прозаист, драматург и преводач от Северна Македония. Пише на македонски книжовен език и на албански и превежда и от двата. Шабани е сред известните албански писатели от Северна Македония и творчеството му влиза в много антологии на съвременната македонска литература.

## Биография
Роден е на 14 октомври 1944 година в Калища, Стружко. Завършва Висше педагогическо училище в Скопие, както и албанска литература в Университета в Прищина. Работи като учител по албански, а по-късно журналист и редактор на културната рубрика във „Флака е влазеримит“, отговорен редактор на списанието „Йехона“, отговорен уредник на списанието за деца „Гезими“ и член на Управителния комитет на Стружките вечери на поезията, както и външен съветник за издателска дейност в Министерството на културата. По време на работата си в министерството Шабани и неговата издателска къща „Серембе“ са обвинявани от много албански издатели в привилегировано положение при разпределяне на средствата за издателска дейност.
Член е на македонския ПЕН център, като е член и на Надзорната комисия, и на Дружеството на писателите на Македония от 1976 година. Пет от неговите драми са поставени на сцена, а негови дела са превеждани на много европейски езици: английски, италиански, румънски, френски, руски, испански, сръбски и други. Шабани е превел на албански произведения от Блаже Конески, Владо Малески, Димитър Солев, Кочо Рацин, Ефтим Клетников и други.

## Литературно творчество
- Езеро (Liqeni, разкази, 1974)
- Риба (поезия, 1975)
- Свето (разкази, 1978)
- Хамлет со црно кече (Hamleti me plis të zi, поезия, 1978)
- Стариот брод (Anija e vjetër, драма, 1978)
- Дожд во Уертомонто (драма, 1979, премиера во 1986, Театър на народностите – Скопие, режисура: Владимир Милчин)
- Езерска самовила (Ora e liqenit, поезия, 1983)
- Љубовта на капетанот (Dashuria e Kapitenit, роман, 1983)
- Кумова слама (драма, 1983)
- Сол и вода (драма, 1983)
- Фани доаѓа сам (Fani vjen vetëm, драма, 1984, премиера в 1988, повторно поставяне 2005, Албански театър – Скопие)
- Млечниот пат (драма, 1985)
- Водениот ракопис на полето (поезия, 1987)
- Монотонија (драма, 1987)
- Ох, Америка (Oh, Amerika, поезия, 1989)
- Влажна трепка (разкази, 1994)
- Измислен грев (Mëkat i trilluar, поезия, 1996)
- Мис на дуња (1998)
- Седум драми (1999)
- Nuse Vale: Tregime (2001)
- Повторно за жалната врба (Përsëri për shelgun vajtues, поезия, 2004)
- Мост од вода (2007)

## Награди
- Златно перо[4]
- Серебе (за лирика)
- 13 ноември за култура и изкуство (2002) – награда на град Скопие[5]
- Книжевно жезло (2005) – награда на Дружеството на писателите на Македония
- Григор Прличев (2008) – награда на Дружеството на писателите на Македония (за превод от македонски литературен език на албански на книгата Само ангел от Братислав Ташковски)